# Whitney and Thayer Woods
Whitney and Thayer Woods (ehem. Whitney Woods) ist ein 824 Acres (3,3 km²) umfassendes Naturschutzgebiet bei den Städten Hingham und Cohasset im Bundesstaat Massachusetts der Vereinigten Staaten. Es wird von der Organisation The Trustees of Reservations verwaltet.

## Geschichte
Der dichte Wald aus Harthölzern und Kiefern, wie er im heutigen Schutzgebiet vorkommt, ist typisch für nach der Kolonial-Ära wieder aufgeforstete, ehemalige Agrarflächen. Mitte des 17. Jahrhunderts war das Gebiet eine Allmende für Farmer aus Hingham und in langgezogene Streifen unterteilt, die mittels Steinwällen voneinander abgetrennt waren und von den Siedlern bewirtschaftet wurden. Noch heute sind diese Wälle an einigen Stellen sichtbar. In den folgenden beiden Jahrhunderten wurden die meisten der Bäume gefällt, jedoch konnte sich der Wald bis heute bereits wieder vollständig erholen.
Mit dem Niedergang der Landwirtschaft in Neuengland wurden die großen Grundstücke zunehmend für die Naherholung sowie für sportliche Aktivitäten genutzt. So begann 1904 der reitsportbegeisterte Henry Whitney mit dem Aufkauf von Landparzellen, um ein privates Anwesen in Cohasset aufzubauen. Sein Ziel war vor allem das Reiten, so dass er Reit- und Karrenwege anlegen ließ. Die Reitervereinigung Whitney Woods Association erwarb von Whitney mehr als 600 Acres (2,4 km²) und schenkte dieses Land 1933 den Trustees of Reservations. 1943 benannten diese das Schutzgebiet zu Ehren der Ehefrau von Ezra Ripley Thayer, ehemaliger Dekan der Harvard Law School, um, da sie ein weiteres Grundstück zum Schutzgebiet gestiftet hatte. Ihre Tochter Polly Thayer Starr hinterließ den Trustees im Jahr 1999 die benachbarte Weir River Farm. Das Schutzgebiet konnte im Laufe der Zeit kontinuierlich vergrößert werden, zuletzt 1999 durch den Zukauf des Turkey Hill.

## Schutzgebiet
Den Besuchern stehen insgesamt 10 mi (16,1 km) Wanderwege zur Verfügung. Dazu zählt unter anderem der in den späten 1920er Jahren angelegte Milliken Memorial Path, den Rhododendren, Azaleen und andere Pflanzen aus südlichen Klimazonen säumen. Vom Schutzgebiet aus besteht ein guter Blick auf die Region South Shore und die Skyline von Boston. Über das Gelände verteilt finden sich als Überreste der letzten Eiszeit einzelne Felsen sowie Gruppen von Findlingen, die teilweise zu historischer Bekanntheit gelangten. So wurde der Ode’s Den nach Theodore „Ode“ Pritchard benannt, der unter den Felsen lebte, nachdem er 1830 sein Haus verloren hatte. Die Bigelow Boulders erinnern mit ihrem Namen an Victor Bigelow, den Autor der Erstausgabe des Buchs A Narrative History of the town of Cohasset.
Der 187 ft (57 m) hohe Turkey Hill (deutsch Truthahn-Hügel) wird von den Trustees gemeinsam mit den Städten Cohasset und Hingham verwaltet und bietet eine gute Aussicht auf die Umgebung. Zur Zeit des Kalten Kriegs befand sich hier eine NIKE-Raketenabwehrstation, von der heute nur noch die Reste eines Gebäudes stehen.